# Juratzkaea roseorum
Juratzkaea roseorum là một loài rêu trong họ Stereophyllaceae. Loài này được (R.S. Williams) W.R. Buck mô tả khoa học đầu tiên năm 1977.